# Сандерс, Ларри
Ларри Сандерс (англ. Larry Sanders; родился 21 ноября 1988 года в Форт-Пирсе) — американский профессиональный баскетболист, в последнее время выступавший за команду Национальной баскетбольной ассоциации «Кливленд Кавальерс». Играет на позиции тяжелого форварда.

## Школьные годы
Сандерс не занимался баскетболом до девятого класса, в частной школе, которой он учился не предлагали спорт. Он был ростом 195 см, когда был переведен в среднюю школу Порт-Сент-Луси. Карим Родригес, тренер по баскетболу школы Сент-Луси, увидев способности Сандерса, уговорил его играть. Сандерс вырос до 200 см после 10-го класса, и до 205 см после 11-го класса. В 10 классе был замечен Энтони Грантом, во многом, благодаря которому стал быстро прогрессировать. В этом же году, команда Сандерса стала чемпионом Региона 13-5A, а Сандерс был признан лучшим игроком, набирая 18,9 очков и 13 подборов.

## Студенческие годы
В Национальной ассоциации студенческого спорта Сандерс был одной из двух звезд VCU. В 2009 его команда проигрывает UCLA в первом круге. Сандерс набирает 14,4 очков, 9,1 подбор, 2,6 блок-шота при 53 % с игры. В 2008-09 и 2009-10 был признан лучшим защитником CAA.

## Карьера в НБА

### Милуоки Бакс
Ларри Сандерс был выбран Милуоки Бакс под 15 номером на Драфте НБА 2010 года. 8 июля 2010 года клуб подписал с ним многолетний контракт. 20 февраля 2011 года Сандерс был отправлен в Д-Лигу в клуб Форт-Уэйн Мэд Энтс. 26 февраля 2011 года он вернулся в состав Милуоки Бакс.
30 ноября 2012 года Сандерс впервые сделал трипл-дабл (10 очков, 12 подборов и 10 блок-шотов). Он закончил сезон вторым в списке игроков, сделавших наибольшее количество блок-шотов в среднем за игру, уступив только Сержу Ибаке. Также он финишировал третьим в голосовании за самого прогрессирующего игрока НБА, уступив только Полу Джорджу и Грейвису Васкесу.
20 августа 2013 года Сандерс подписал с клубом четырёхлетний контракт на сумму 44 миллиона долларов.
В декабре 2013 года Сандерс был вынужден пропустить 25 игр своей команды из-за травмы большого пальца правой руки, которую он получил в ночном клубе, в результате драки с другими посетителями. Сандерс был обвинён в хулиганстве и нанесение телесных повреждений, но полиция не стала возбуждать уголовное дело в отношении Сандерса.
20 марта 2014 года было объявлено что Сандерс пропустит остаток сезон 2013–14, из-за перелома скулы.
4 апреля 2014 года Сандерс получил пятиматчевую дисквалификацию из-за нарушения политики НБА в отношении наркотиков, сдав положительный тест на марихуану. В сезоне 2014–15 он снова употребил марихуану, за что получил десятиматчевую дисквалификацию.
21 февраля 2015 года он был отчислен из «Милуоки» после согласования выплат за расторжение контракта — по $ 1,8 миллиона в год до 2022 года.
В январе 2017 года Сандерс заявил, что готов возобновить карьеру.

## Статистика

### Статистика в НБА
| Сезон                                                                                    | Команда  | Регулярный сезон | Регулярный сезон | Регулярный сезон | Регулярный сезон | Регулярный сезон | Регулярный сезон | Регулярный сезон | Регулярный сезон | Регулярный сезон | Регулярный сезон | Регулярный сезон | Серия плей-офф | Серия плей-офф | Серия плей-офф | Серия плей-офф | Серия плей-офф | Серия плей-офф | Серия плей-офф | Серия плей-офф | Серия плей-офф | Серия плей-офф | Серия плей-офф |
| Сезон                                                                                    | Команда  | GP               | GS               | MPG              | FG%              | 3P%              | FT%              | RPG              | APG              | SPG              | BPG              | PPG              | GP             | GS             | MPG            | FG%            | 3P%            | FT%            | RPG            | APG            | SPG            | BPG            | PPG            |
| ---------------------------------------------------------------------------------------- | -------- | ---------------- | ---------------- | ---------------- | ---------------- | ---------------- | ---------------- | ---------------- | ---------------- | ---------------- | ---------------- | ---------------- | -------------- | -------------- | -------------- | -------------- | -------------- | -------------- | -------------- | -------------- | -------------- | -------------- | -------------- |
| 2010/11                                                                                  | Милуоки  | 60               | 12               | 14,5             | 43,3             | -                | 56,0             | 3,0              | 0,3              | 0,4              | 1,2              | 4,3              | Не участвовал  | Не участвовал  | Не участвовал  | Не участвовал  | Не участвовал  | Не участвовал  | Не участвовал  | Не участвовал  | Не участвовал  | Не участвовал  | Не участвовал  |
| 2011/12                                                                                  | Милуоки  | 52               | 0                | 12,4             | 45,7             | 0,0              | 47,4             | 3,1              | 0,6              | 0,6              | 1,5              | 3,6              | Не участвовал  | Не участвовал  | Не участвовал  | Не участвовал  | Не участвовал  | Не участвовал  | Не участвовал  | Не участвовал  | Не участвовал  | Не участвовал  | Не участвовал  |
| 2012/13                                                                                  | Милуоки  | 71               | 55               | 27,3             | 50,6             | 0,0              | 61,8             | 9,5              | 1,2              | 0,7              | 2,8              | 9,8              | 4              | 4              | 28,3           | 57,6           | -              | 45,5           | 8,3            | 1,3            | 0,8            | 1,3            | 10,8           |
| 2013/14                                                                                  | Милуоки  | 23               | 20               | 25,4             | 46,9             | 0,0              | 47,3             | 7,2              | 0,8              | 0,8              | 1,7              | 7,7              | Не участвовал  | Не участвовал  | Не участвовал  | Не участвовал  | Не участвовал  | Не участвовал  | Не участвовал  | Не участвовал  | Не участвовал  | Не участвовал  | Не участвовал  |
| 2014/15                                                                                  | Милуоки  | 27               | 26               | 21,7             | 50,0             | -                | 50,0             | 6,1              | 0,9              | 1,0              | 1,4              | 7,3              | Не участвовал  | Не участвовал  | Не участвовал  | Не участвовал  | Не участвовал  | Не участвовал  | Не участвовал  | Не участвовал  | Не участвовал  | Не участвовал  | Не участвовал  |
| 2016/17                                                                                  | Кливленд | 5                | 0                | 2,6              | 25,0             | -                | 100,0            | 0,8              | 0,0              | 0,2              | 0,2              | 0,8              | Не участвовал  | Не участвовал  | Не участвовал  | Не участвовал  | Не участвовал  | Не участвовал  | Не участвовал  | Не участвовал  | Не участвовал  | Не участвовал  | Не участвовал  |
|                                                                                          | Всего    | 238              | 113              | 19,5             | 48,0             | 0,0              | 55,3             | 5,7              | 0,7              | 0,6              | 1,8              | 6,4              | 4              | 4              | 28,3           | 57,6           | -              | 45,5           | 8,3            | 1,3            | 0,8            | 1,3            | 10,8           |
| Наведите курсор мыши на аббревиатуры в заголовке таблицы, чтобы прочесть их расшифровку. |          |                  |                  |                  |                  |                  |                  |                  |                  |                  |                  |                  |                |                |                |                |                |                |                |                |                |                |                |

### Статистика в Джи-Лиге
| Сезон                                                                                    | Команда            | Регулярный сезон | Регулярный сезон | Регулярный сезон | Регулярный сезон | Регулярный сезон | Регулярный сезон | Регулярный сезон | Регулярный сезон | Регулярный сезон | Регулярный сезон | Регулярный сезон | Серия плей-офф | Серия плей-офф | Серия плей-офф | Серия плей-офф | Серия плей-офф | Серия плей-офф | Серия плей-офф | Серия плей-офф | Серия плей-офф | Серия плей-офф | Серия плей-офф |
| Сезон                                                                                    | Команда            | GP               | GS               | MPG              | FG%              | 3P%              | FT%              | RPG              | APG              | SPG              | BPG              | PPG              | GP             | GS             | MPG            | FG%            | 3P%            | FT%            | RPG            | APG            | SPG            | BPG            | PPG            |
| ---------------------------------------------------------------------------------------- | ------------------ | ---------------- | ---------------- | ---------------- | ---------------- | ---------------- | ---------------- | ---------------- | ---------------- | ---------------- | ---------------- | ---------------- | -------------- | -------------- | -------------- | -------------- | -------------- | -------------- | -------------- | -------------- | -------------- | -------------- | -------------- |
| 2010/11                                                                                  | Форт-Уэйн Мэд Энтс | 2                | 2                | 27,0             | 36,8             | 0,0              | 77,8             | 10,0             | 0,5              | 2,0              | 2,5              | 10,5             | Не участвовал  | Не участвовал  | Не участвовал  | Не участвовал  | Не участвовал  | Не участвовал  | Не участвовал  | Не участвовал  | Не участвовал  | Не участвовал  | Не участвовал  |
| 2016/17                                                                                  | Кантон Чардж       | 4                | 0                | 19,4             | 37,0             | -                | 36,4             | 8,0              | 0,8              | 0,0              | 2,5              | 6,0              | Не участвовал  | Не участвовал  | Не участвовал  | Не участвовал  | Не участвовал  | Не участвовал  | Не участвовал  | Не участвовал  | Не участвовал  | Не участвовал  | Не участвовал  |
|                                                                                          | Всего              | 6                | 2                | 21,9             | 37,0             | 0,0              | 55,0             | 8,7              | 0,7              | 0,7              | 2,5              | 7,5              | Не участвовал  | Не участвовал  | Не участвовал  | Не участвовал  | Не участвовал  | Не участвовал  | Не участвовал  | Не участвовал  | Не участвовал  | Не участвовал  | Не участвовал  |
| Наведите курсор мыши на аббревиатуры в заголовке таблицы, чтобы прочесть их расшифровку. |                    |                  |                  |                  |                  |                  |                  |                  |                  |                  |                  |                  |                |                |                |                |                |                |                |                |                |                |                |

### Статистика в NCAA
| Сезон | Команда | Conf  | Class | GP  | GS | MPG  | FG%  | 3P%  | FT%  | RPG | APG | SPG | BPG | PPG  |
| --- | ------- | ----- | ----- | --- | -- | ---- | ---- | ---- | ---- | --- | --- | --- | --- | ---- |
| 2007/08 | ВКУ     | CAA   | FR    | 32  | 16 | 16,6 | 50,4 | -    | 45,6 | 5,2 | 0,1 | 0,3 | 3,0 | 4,9  |
| 2008/09 | ВКУ     | CAA   | SO    | 34  | 34 | 26,6 | 51,0 | -    | 55,8 | 8,6 | 0,4 | 0,6 | 2,7 | 11,3 |
| 2009/10 | ВКУ     | CAA   | JR    | 35  | 32 | 26,9 | 53,4 | 25,0 | 64,1 | 9,1 | 1,0 | 0,7 | 2,6 | 14,4 |
| Всего | Всего   | Всего | Всего | 101 | 82 | 23,5 | 52,0 | 25,0 | 57,7 | 7,7 | 0,5 | 0,6 | 2,7 | 10,3 |
| Наведите курсор мыши на аббревиатуры в заголовке таблицы, чтобы прочесть их расшифровку Статистика приведена с сайта sports-reference.com |         |       |       |     |    |      |      |      |      |     |     |     |     |      |